# Pleuranthodium tephrochlamys
Pleuranthodium tephrochlamys är en enhjärtbladig växtart som först beskrevs av Karl Moritz Schumann och Carl Karl Adolf Georg Lauterbach, och fick sitt nu gällande namn av Rosemary Margaret Smith. Pleuranthodium tephrochlamys ingår i släktet Pleuranthodium och familjen Zingiberaceae.
Artens utbredningsområde är Papua Nya Guinea. Inga underarter finns listade i Catalogue of Life.